# WRC Generations
WRC Generations est un jeu vidéo de course développé par Kylotonn et édité par Nacon. Il s'agit de la septième entrée dans la série World Rally Championship par le développeur français et détient la licence officielle du Championnat du monde des rallyes 2022. Le jeu sort sur Microsoft Windows, PlayStation 4, PlayStation 5, Xbox One et Xbox Series X/S et Nintendo Switch.

## Système de jeu
Comme le nouveau moteur hybride a été mis en œuvre au cours de la saison 2022, le jeu comportera de tout nouveaux modèles de voitures basés respectivement sur la Ford Puma Rally1, la Hyundai i20 N Rally1 et la Toyota GR Yaris Rally1. Outre les trois voitures du groupe Rally1, le jeu comprendrait également des voitures du groupe Rally2 et des voitures légendaires, ce qui garantirait un nombre de véhicules d'au moins trente-sept. Le mode Anniversaire, qui a été introduit pour la première fois dans WRC 10, est aussi confirmé pour revenir. 

## Développement et publication
WRC Generations a été révélé le 18 mai 2022, avec le retour de Kylotonn et Nacon pour travailler sur le jeu. Le jeu devait initialement sortie le 13 octobre 2022 pour les plateformes Microsoft Windows, PlayStation 4, PlayStation 5, Xbox One et Xbox Series X/S, avant d'être repoussé au 3 novembre 2022.